# الموجة الجديدة في السينما الفرنسية
الموجة الجديدة (بالفرنسية: La Nouvelle Vague)‏ هو مصطلح يستخدمه النقاد للتعبير عن أفلام سينمائيين فرنسيين من نهاية خمسينيات وحتى نهاية ستينيات القرن العشرين، الذين تأثروا بسينما الواقعية الجديدة الإيطالية وسينما هوليوود الكلاسيكية. رغم أنها لم تكن حركة منظمة بشكل رسمي، لكن سينمائيي الموجة الجديدة كانوا مرتبطين برفضهم الواعي للشكل السينمائي الكلاسيكي وروحهم الشبابية المتمردة على التقاليد وشكلوا جزءاً من السينما الفنية الأوروبية. العديد منهم اشتركوا بأعمالهم بالانقلابات السياسية والاجتماعية في تلك الفترة، جاعلين تجاربهم الراديكالية في التحرير والأسلوب البصري والسردي جزءاً من انقطاع عام مع النموذج المحافظ.

## جذور الحركة
بعض أبرز رواد المجموعة، ومن ضمنهم فرنسوا تروفو، جان-لوك غودار، إريك رومير، كلود شابرول وجاك ريفيت بدأوا نقادا في المجلة السينمائية الشهيرة دفاتر السينما (Cahiers du cinéma). شكل أندريه بازين أحد مؤسسي المجلة والمنظر السينمائي مصدر تأثير على الحركة. بواسطة مقالاتهم قام هؤلاء بوضع القاعدة لعدد من المفاهيم تم دمجها لاحقا في نظرية المؤلف (أو الأصح أن نستخدم تعبير "La politique des auteurs" «أي سياسة المؤلف»). هاجم كتاب دفاتر السينما أسلوب السينما الفرنسية الشبيه بالأدب الكلاسيكي.
بحسب نظرية المؤلف فإن المخرج هو «مؤلف» أفلامه، ذو توقيع شخصي يمكن رؤيته في أفلامه المختلفة. قاموا بمدح أفلام جان رينوار وجان فيغو وروبير بريسون، وأعجبوا بالتميز الفني وعظمة أفلام بعض مخرجي أستوديوهات هوليوود مثل جون فورد، ألفرد هيتشكوك ونيكولاس راي. يمكن اعتبار بداية الموجة الجديدة إلى حد ما تطبيق كتاب دفاتر السينما تلك الفلسفة بواسطة أخراجهم أفلاما بأنفسهم.
باستثناء دور أفلام جان روش في الحركة حظي فيلم تروفو الضربات ال 400 (1959) وفيلم غودار حتى انقطاع النفس (1960) بنجاح دولي غير متوقع، من الناحيتين الاقتصادية والنقدية مما لفت نظر العالم إلى نشاطات الموجة الجديدة ومكن الحركة أن تزدهر.
حظيت أفلام الموجة الجديدة على الشعبية ما بين الأعوام 1958 و 1964 مع أن الموجة استمرت حتى عام 1973. أثرت الأوضاع الاجتماعية-اقتصادية ما بعد الحرب العالمية الثانية على الحركة. فرنسا ما بعد الحرب مالت إلى العودة إلى التقاليد الشعبية القديمة التي سرت ما قبل الحرب. أحد تلك التقاليد كان السينما السردية المباشر. تعود جذور الحركة إلى التمرد على الاعتماد على أساليب الماضي (التي في أحيان كثيرة اقتبست عن البنية الروائية التقليدية)، وانتقاد كيف فرضت هذه الأساليب على المشاهدين الخضوع لما رأوه لحبكة ديكتاتورية. لقد كانوا معارضين بشكل خاص «للسينما الراقية» الفرنسية، أفلام عالية المستوى، أدبية كان لها اعتبارها في مهرجانات الأفلام الفرنسية، واعتبرت عادة معصومة عن الانتقاد.
درس نقاد ومخرجو الموجة الجديدة الأعمال الأوروبية الكلاسيكية وقاموا بتطبيق توجه أسلوبي مستحدث. كانت ميزانيات الأفلام المتواضعة عاملا مساعدا للسينمائيين أن يستكشفوا الشكل الفني الجوهري ويجدوا، ما اعتبروه، طريقة أصدق وأسهل للإنتاج. تشارلي تشابلن، ألفرد هيتشكوك، أورسون ويلز، هاورد هوكس، جون فورد ومخرجو أفلام تقدميين آخرين حازوا على إعجاب الحركة بعكس الأفلام الهوليوودية العادية التي انتقدوها بشدة لاستخدمها انسيابا سرديا تقليديا.
استمر العديد من مخرجي الموجة الجديدة بعمل أفلام في القرن الحادي والعشرين.

## الهوامش
1. 1 2 3 4  Marie, Michel. The French New Wave : An Artistic School. Trans. Richard Neupert. New York: John Wiley & Sons, Incorporated, 2002.
2. ↑  "French Cinema: Making Waves". مؤرشف من الأصل في 2010-05-22.
3. ↑  أنتوني سكوت, "Living for Cinema, and Through It," New York Times, June 25, 2009,  Access date: June 30, 2009. نسخة محفوظة 15 ديسمبر 2019 على موقع واي باك مشين.